# چارلی والش
چارلی والش (انگلیسی: Charlie Walsh؛ ۲۷ اکتبر ۱۹۱۰ – ۲۴ آوریل ۱۹۵۴) بازیکن فوتبال اهل بریتانیا بود.
از باشگاه‌هایی که در آن بازی کرده‌است می‌توان به باشگاه فوتبال برنتفورد و باشگاه فوتبال آرسنال اشاره کرد.